# Кузнечихинская волость
Кузнечихинская волость (тат. كوزنەچى ۋولىٰسىٰ, Kyznǝci vulьsь, Күзнәчи вулысы) — административная единица в составе Казанской губернии и Татарской АССР. По состоянию на 1915 год, волостное правление и квартира полицейского урядника находились в селении Кузнечиха.

## География
На 1910-е годы граничила с Юрткульской, Гусихинской, Матаковской, Алькеевской и Юхмачинской волостями Спасского уезда, Рождественской и Хмелёвской волостями Ставропольского уезда Самарской губернии.

## История
Возникла не позднее 1870 года в составе Спасского уезда Казанской губернии. После революции 1917 г. селения Татарское и Чувашское Бурнаево, Верхнее и Нижнее Колчурино, Татарское и Чувашское Шапкино вошли в состав новообразованной Сихтерминской волости.
В 1920 году, как и бо́льшая часть уезда, вошла в состав Спасского кантона Татарской АССР.
В 1924 году волость была укрупнена, в её состав вошли бо́льшая часть селений Сихтерминской волости, селения Фадеевка, Иж-Борискино, Поповка, Гусиха Гусихинской волости и селение Старый Баран Старо-Барановской волости. В июне того же года селения Новая Сихтерма и Пановка переданы в Матаковскую и Спасскую волость соответственно.
В 1928 года в состав волости включены селения Степной Татарский Юрткуль, Средний Татарский Юрткуль и Подлесный Татарский Юрткуль Матвеевской волости Мелекесского уезда Самарской губернии.
В 1930 году волость упразднена, бо́льшая часть селений вошла в состав Алькеевского района, селения Фадеевка, Иж-Борискино, Кошки, Ново-Троицкий отошли Спасскому району.

## Население
- 18218 чел. (1914).[1]
- 21328 чел. (1920, в границах 1925 года: татары — 37,7%, русские — 43,2%, чуваши — 18,5%).[8]

## Состав
В 1930 году волость делилась на 12 сельсоветов: Кузнечихинский, Тюгульбаевский, Иж-Борискинский, Фадеевский, Кошкинский, Матюшинский, Верхне-Колчуринский, Нижне-Колчуринский, Чувашско-Бурнаевский, Болховский, Старо-Баранский, Ново-Баранский.